# Анве
Анве (фр. Henneveux) насеље је и општина у североисточној Француској у региону Север-Па де Кале, у департману Па де Кале која припада префектури Булоњ сир Мер.
По подацима из 2011. године у општини је живело 303 становника, а густина насељености је износила 55,19 становника/km². Општина се простире на површини од 5,49 km². Налази се на средњој надморској висини од 57 метара (максималној 126 m, а минималној 49 m).

## Демографија
| 1962. | 1968. | 1975. | 1982. | 1990. | 1999. | 2011. |
| ----- | ----- | ----- | ----- | ----- | ----- | ----- |
| 242   | 251   | 246   | 241   | 232   | 252   | 303   |

График промене броја становника у току последњих година